# 宇宙地镇
宇宙地镇，是中华人民共和国内蒙古自治区赤峰市克什克腾旗下辖的一个镇。其前身为1984年成立的宇宙地乡，该乡由原同兴公社的永隆大队及热水公社的东升、大营子、刘家营子、乃木呆大队组建而成。

## 行政区划
宇宙地镇下辖以下地区：
宇宙地社区、刘营子村、东升村、永隆村、大营子村、三地村、很黑村和新地村。